# جبهه شمال غربی (شوروی)
جبهه شمال غربی (انگلیسی: Northwestern Front) تشکیلات نظامی ارتش سرخ در طول جنگ زمستانی و جنگ جهانی دوم بود. در طول جنگ زمستانی با ارتش‌های ۷ و ۱۳ عملیاتی شد. در ۲۲ ژوئن ۱۹۴۱، اولین روز جنگ شوروی و آلمان بر اساس منطقه ویژه نظامی بالتیک، دوباره ایجاد شد. در ۲۲ ژوئن، جبهه متشکل از ارتش‌های ۸، ۱۱ و ۲۷ و همچنین سپاه ۵ هوابرد و مقر سپاه ۶۵ تفنگ دار بود.